# Gara Londra King's Cross
Gara King's Cross, cunoscută și sub numele de Londra King's Cross, este o gară de cale ferată terminus din centrul Londrei. Aceasta este una dintre cele mai aglomerate stații de cale ferată din Regatul Unit și capătul de sud al Magistralei East Coast spre nord-estul Angliei și Scoția. Adiacentă este gara St Pancras International, capătul londonez pentru serviciile Eurostar spre Europa continentală. Sub ambele gări se află stația de metrou King's Cross St. Pancras a metroului din Londra; combinate, acestea formează unul din cele mai mari noduri de transport ale țării.
Gara a fost inaugurată în 1852 de către Great Northern Railway în zona Kings Cross pentru a servi Magistrala East Coast. Aceasta a crescut rapid, concomitent cu traficul spre zonele suburbane, și a fost extinsă de mai multe ori în secolul al XIX-lea. A devenit proprietatea London and North-Eastern Railway în 1923, când au fost introduse celebrele servicii Flying Scotsman și locomotivele Mallard. Complexul gării a fost reamenajat în anii 1970, simplificându-l și oferind servicii electrice suburbane, și a devenit un important terminal pentru trenul de mare viteză InterCity 125. Din 2018, trenurile de mare distanță de la King's Cross sunt operate de London North Eastern Railway spre Edinburgh Waverley și Glasgow Central via York și Newcastle; alți operatori pe distanțe lungi includ Hull Trains și Grand Central. În plus, Great Northern operează trenuri suburbane în și în jurul zonei de nord a Londrei.
În secolul al XX-lea, zona din jurul gării devenit cunoscută pentru caracterul său discutabil și a fost folosită prin urmare pentru mai multe filme. Un proiect major de reamenajare a fost realizat în secolul al XXI-lea, incluzând restaurarea acoperișului original, iar gara a devenit foarte cunoscută pentru asocierea sa cu franciza Harry Potter, în special datorită fictivului Peron 9¾.

## Istoria

### Istoria timpurie
Zona King's Cross a fost anterior un sat cunoscut sub numele de Battle Bridge, o trecere veche peste râul Fleet, inițial cunoscut sub numele de Broad Ford, iar mai târziu Bradford Bridge. Râul curgea de-a lungul ceea ce este acum partea de vest a Pancras Road până când acesta a fost redirecționat în subteran, în 1825. Numele de „Battle Bridge” este legat de credința că pe acest loc s-a purtat o mare bătălie între romani și tribul Iceni trib condus de Boudica. Conform folclorului, la King's Cross a fost ultima bătălie purtată de Boudica și unele surse spun că este aceasta este îngropată sub unul din peroane. Peroanele 9 și 10 au fost propuse ca posibile amplasamente. Se spune că fantoma reginei Boudica bântuie pasajele de sub gară, în jurul peroanelor 8-10.

### Great Northern Railway (1850-1923)

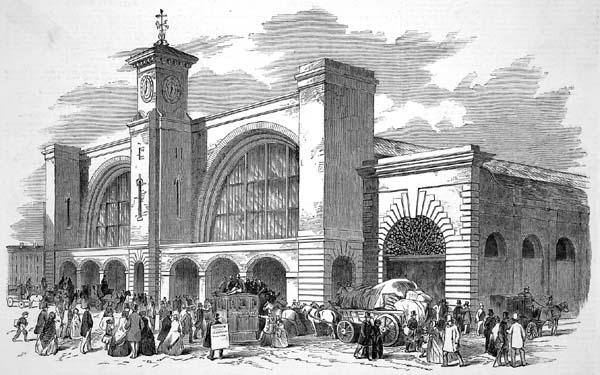
King's Cross în 1852

Gara King's Cross a fost construită în 1851-1852 ca punctul terminus londonez a Great Northern Railway (GNR) și a fost cel de-al cincilea terminal londonez construit. A înlocuit o gară temporară de lângă Maiden Lane (acum York Way), care a fost construită rapid atunci când linia a ajuns în Londra în 1850.

### Restaurare

King's Cross după lucrările de renovare în 2012. Structura de oțel a acoperișului, creată de Arup, a fost descrisă ca fiind „ca un fel de cascadă inversată, o grilă albă de oțel care se ridică din pământ și se revarsă peste cap".

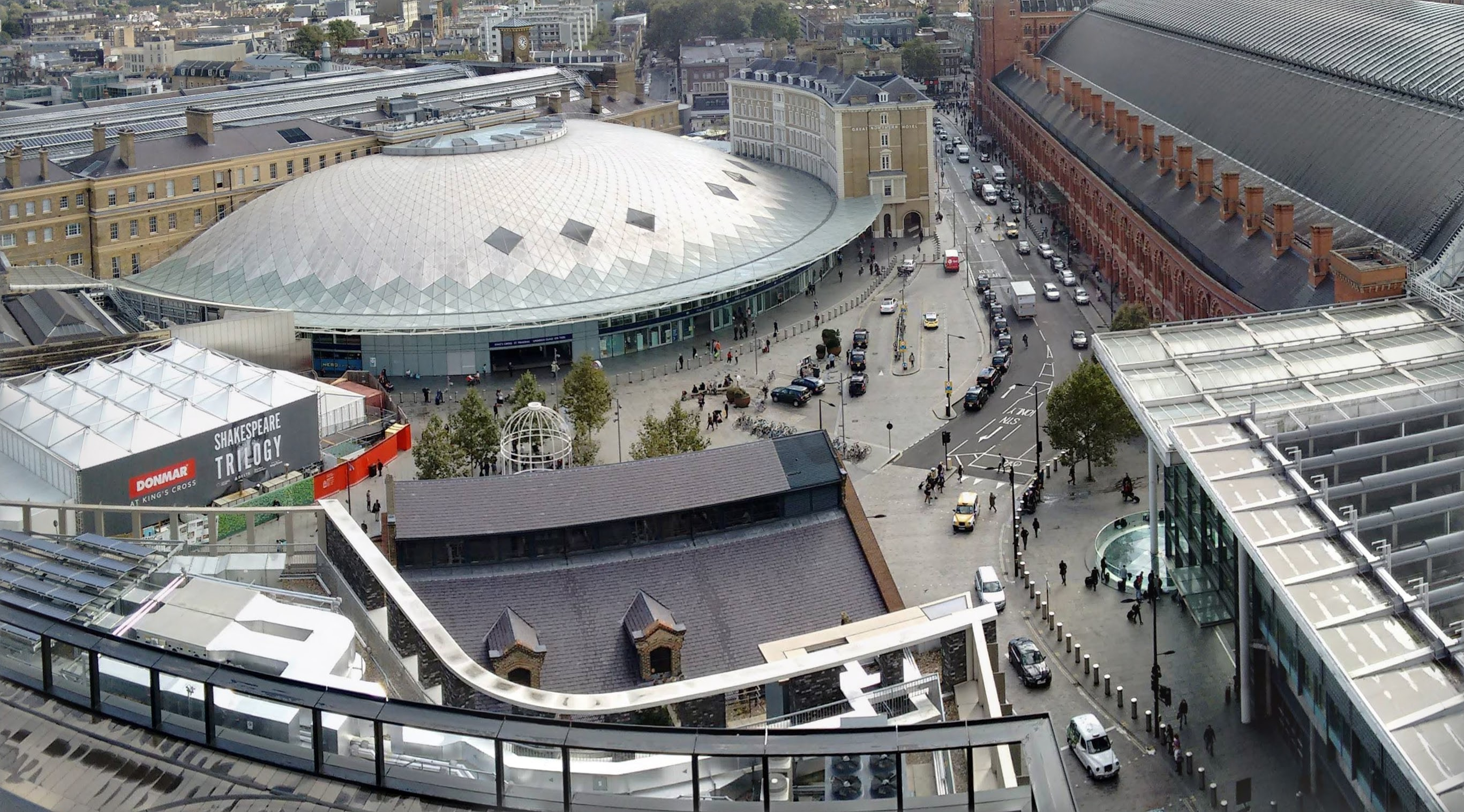
Noua zonă vazută de sus. Gara St. Pancras este în dreapta.

### În ficțiune

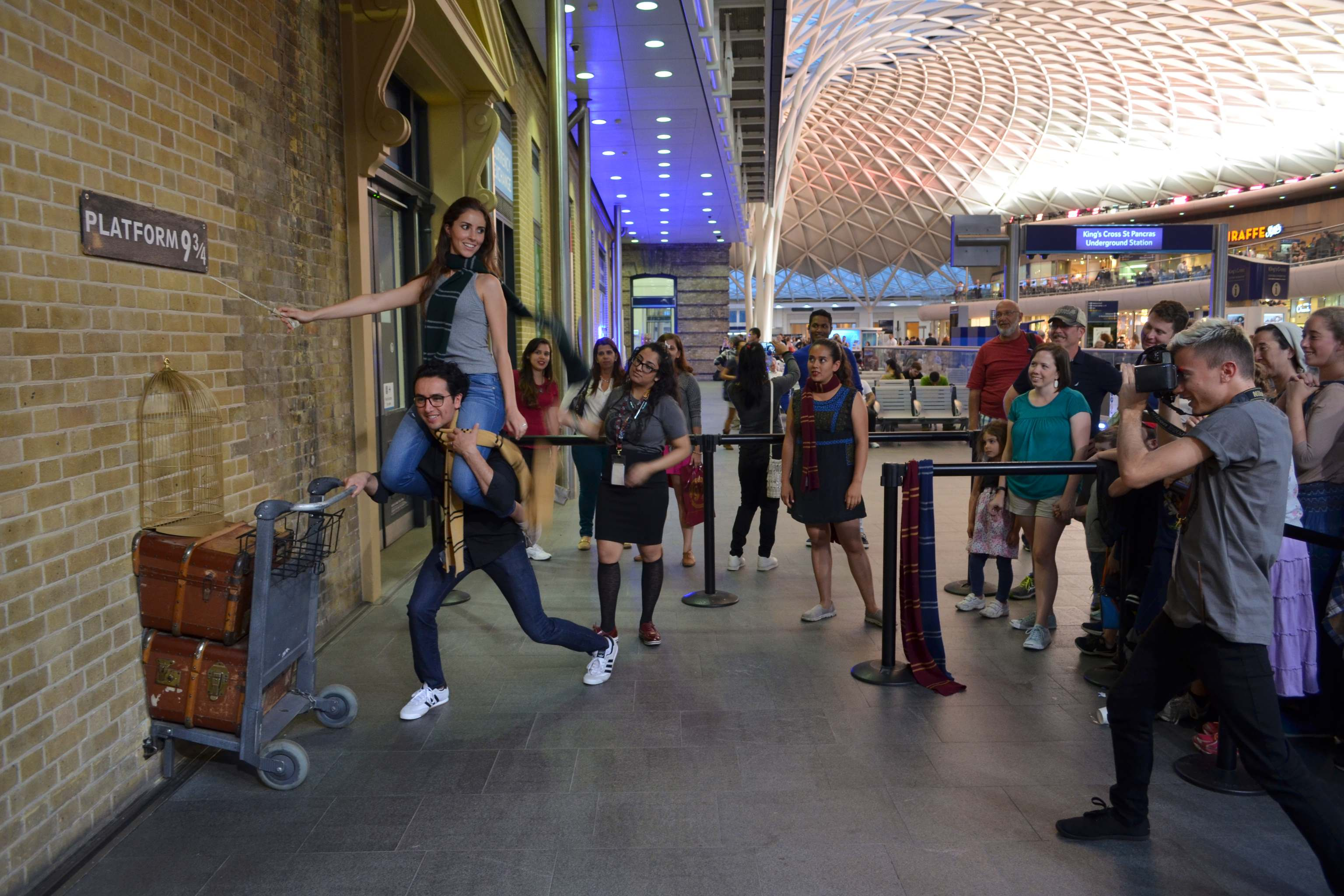
Turiști la Peronul 9 3/4 în partea de vest a gării